# إنريكو كيرن
إنريكو كيرن (بالألمانية: Enrico Kern)‏ (12 مارس 1979 في ألمانيا - ) هو مدرب كرة قدم ولاعب كرة قدم ألماني (وحمل سابقاً جنسية ألمانيا الشرقية) في مركز الهجوم. شارك مع منتخب ألمانيا تحت 20 سنة لكرة القدم ومنتخب ألمانيا تحت 21 سنة لكرة القدم وفريق 2006 ‏ ومنتخب ألمانيا ب لكرة القدم ‏. أما مع النوادي، فقد لعب مع إرتسغيبيرغه آوه وفالدهوف مانهايم ولاسك لينتس وهانزا روستوك ويان ريغينسبورغ وفيردر بريمن 2 ‏ وتنس بوروسيا برلين.

## روابط خارجية
- إنريكو كيرن على موقع قاعدة بيانات كرة القدم.إي يو (الإنجليزية)
- إنريكو كيرن على موقع بيانات كرة القدم. دي إي (الألمانية)
- إنريكو كيرن على موقع Soccerway.com (الإنجليزية)
- إنريكو كيرن على موقع عالم كرة القدم.نت (الإنجليزية)